# Thecla aholiba
Thecla aholiba är en fjärilsart som beskrevs av William Chapman Hewitson 1867. Thecla aholiba ingår i släktet Thecla och familjen juvelvingar. Inga underarter finns listade i Catalogue of Life.